# Берк (округ, Джорджія)
Шаблон:StateAbbr_ 33°04′ пн. ш. 82°00′ зх. д. / 33.06° пн. ш. 82° зх. д.
Округ Берк (англ. Burke County) — округ (графство) у штаті Джорджія, США. Ідентифікатор округу 13033.

## Історія
Округ утворений 1777 року.

## Демографія
За даними перепису 
2000 року 
загальне населення округу становило 22243 осіб, зокрема міського населення було 5552, а сільського — 16691.
Серед мешканців округу чоловіків було 10556, а жінок — 11687. В окрузі було 7934 домогосподарства, 5803 родин, які мешкали в 8842 будинках.
Середній розмір родини становив 3,27.
Віковий розподіл населення поданий у таблиці:
| Стать    | До 15 років | 15-21 | 22-29 | 30-39 | 40-49 | 50-65 | 65-85 | Понад 85 |
| -------- | ----------- | ----- | ----- | ----- | ----- | ----- | ----- | -------- |
| Чоловіки | 2933        | 1235  | 968   | 1398  | 1570  | 1512  | 868   | 72       |
| Жінки    | 2795        | 1242  | 1141  | 1658  | 1733  | 1642  | 1217  | 259      |

## Суміжні округи
- Річмонд — північ
- Ейкен, Південна Кароліна — північний схід
- Барнвелл, Південна Кароліна — схід, північний схід
- Аллендейл, Південна Кароліна — схід
- Скревен — південний схід
- Дженкінс — південь
- Емануель — південний захід
- Джефферсон — захід

## Виноски
1. ↑  U.S. Decennial Census. United States Census Bureau. Архів оригіналу за 26 квітня 2015. Процитовано 18 червня 2014.
2. ↑  Historical Census Browser. University of Virginia Library. Архів оригіналу за 11 серпня 2012. Процитовано 18 червня 2014.
3. ↑  Population of Counties by Decennial Census: 1900 to 1990. United States Census Bureau. Архів оригіналу за 2 лютого 2019. Процитовано 18 червня 2014.
4. ↑  Census 2000 PHC-T-4. Ranking Tables for Counties: 1990 and 2000 (PDF). United States Census Bureau. Архів оригіналу (PDF) за 18 грудня 2014. Процитовано 18 червня 2014.
5. ↑  American FactFinder. Бюро перепису населення США. Архів оригіналу за 26 лютого 2012. Процитовано 31 січня 2008. [Архівовано 2008-05-21 у Wayback Machine.]

| США | Це незавершена стаття з географії США. Ви можете допомогти проєкту, виправивши або дописавши її. |